# Heidi Andreasen
Heidi Andreasen (Tórshavn, 18 dicembre 1985) è una nuotatrice faroese.
Ha vinto quattro medaglie paralimpiche per le Isole Fær Øer ai Giochi di Sydney 2000: tre argenti e un bronzo. Nelle successive Paralimpiadi di Atene 2004 vinse una sola medaglia, un bronzo nei 400 metri stile libero S8. Nel 2008, ha preso parte a Pechino 2008, sua terza e ultima Paralimpiade, dove è stata portabandiera per le Fær Øer durante la cerimonia di apertura dei Giochi. In quest'ultima occasione non ottenne medaglie.
el suo Paese non ci sono piscine olimpiche, quindi Andreasen si è allenata in piscine da 25 metri.

## Palmarès
| Anno | Manifestazione                           | Sede          | Evento                    | Risultato | Prestazione | Note |
| ---- | ---------------------------------------- | ------------- | ------------------------- | --------- | ----------- | ---- |
| 2000 | Giochi paralimpici                       | Sydney        | 50 metri stile libero S8  | Argento   |             |      |
| 2000 | Giochi paralimpici                       | Sydney        | 100 metri stile libero S8 | Argento   |             |      |
| 2000 | Giochi paralimpici                       | Sydney        | 400 metri stile libero S8 | Argento   |             |      |
| 2000 | Giochi paralimpici                       | Sydney        | 100 metri dorso S8        | Bronzo    |             |      |
| 2002 | Campionati mondiali di nuoto paralimpico | Mar del Plata | 100 metri stile libero S8 | Argento   |             |      |
| 2002 | Campionati mondiali di nuoto paralimpico | Mar del Plata | 400 metri stile libero S8 | Argento   |             |      |
| 2002 | Campionati mondiali di nuoto paralimpico | Mar del Plata | 50 metri stile libero S8  | Bronzo    |             |      |
| 2004 | Giochi paralimpici                       | Atene         | 400 metri stile libero S8 | Bronzo    | 5'26"29     |      |
| 2006 | Campionati mondiali di nuoto paralimpico | Durban        | 100 metri stile libero S8 | Argento   |             |      |
| 2006 | Campionati mondiali di nuoto paralimpico | Durban        | 400 metri stile libero S8 | Argento   |             |      |
| 2006 | Campionati mondiali di nuoto paralimpico | Durban        | 50 metri stile libero S8  | Bronzo    |             |      |
| 2006 | Campionati mondiali di nuoto paralimpico | Durban        | 100 metri dorso S8        | Bronzo    |             |      |